# Domme
Domme est une commune du Sud-Ouest de la France située dans le département de la Dordogne, en région Nouvelle-Aquitaine. Ancienne bastide fondée en 1281 par le roi de France Philippe III le Hardi, la commune était le chef-lieu du canton de Domme de 1790 à 2015.
Elle fait partie de l'association Les Plus Beaux Villages de France.

## Géographie

### Généralités

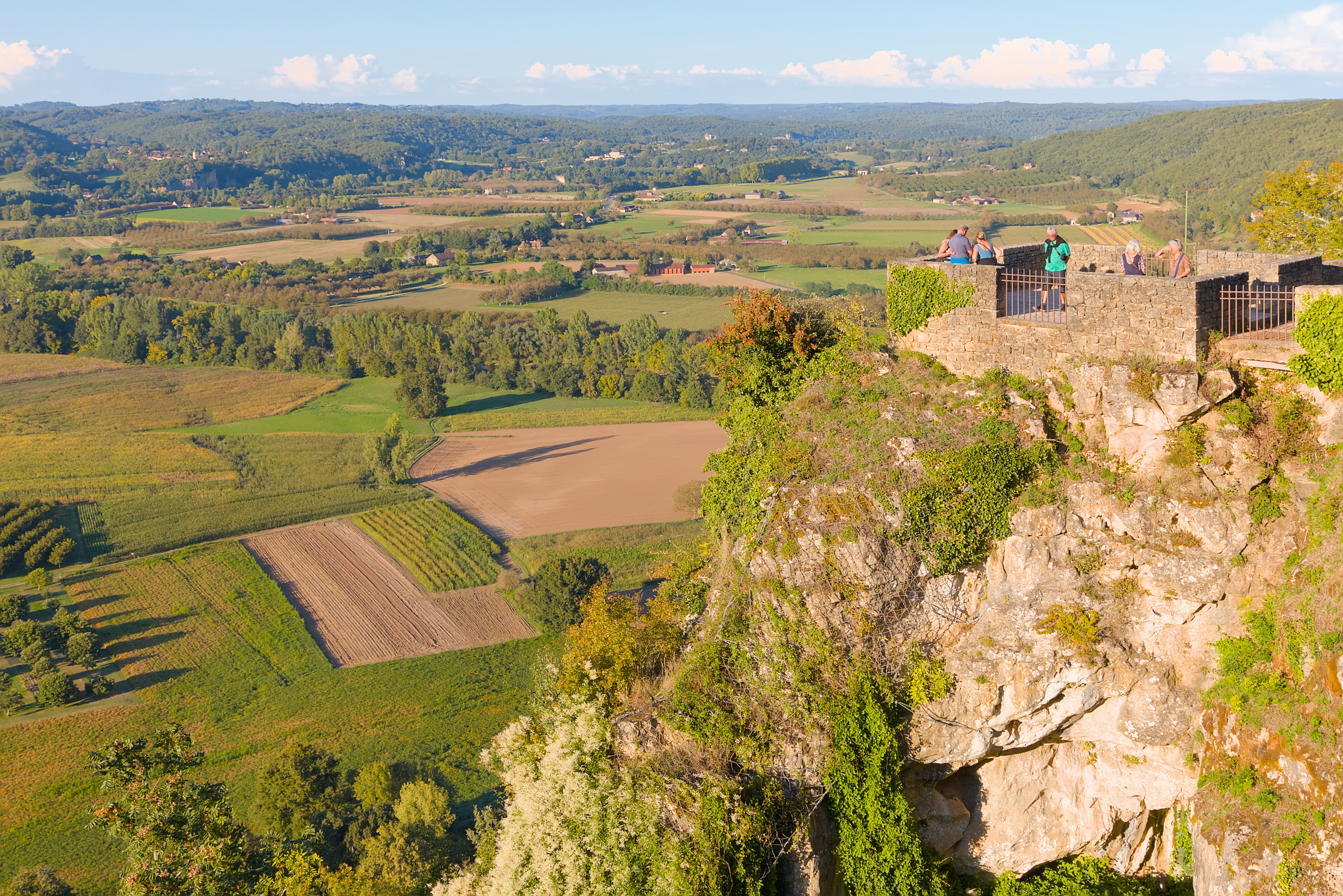
Vue du belvédère de Domme surplombant la vallée de la Dordogne.

Dans le sud-est du département de la Dordogne, en Périgord noir, la commune de Domme est bordée au nord par la Dordogne qui y forme un important méandre, le « cingle de Montfort ». C'est une commune rurale qui fait partie de l'aire d'attraction de Sarlat-la-Canéda.
Elle fait partie de l'association Les Plus Beaux Villages de France.
La bastide de Domme, perchée sur une falaise à 210 mètres d'altitude, domine la Dordogne de plus de cent mètres. Elle n'offre pas le plan rectangulaire caractéristique des bastides, mais affecte la forme d'un trapèze. Les fortifications qui l'enserrent ont été adaptées dans leur tracé aux nécessités du terrain. Elle est traversée par la route départementale (RD) 49 et se situe, en distances orthodromiques, dix kilomètres au sud de Sarlat et quinze kilomètres au nord-ouest de Gourdon.
Le territoire communal est également desservi par les RD 46E, 46E3 et 50. Il est longé sur une centaine de mètres au nord-ouest par la RD 46.
Entre Cénac-et-Saint-Julien et Groléjac, le sentier de grande randonnée GR 64 traverse le territoire communal d'ouest en est, sur environ sept kilomètres. Une variante, le GR 64A, dessert le nord de la commune, en direction de Vitrac sur environ quatre kilomètres.

### Communes limitrophes
Domme est limitrophe de six autres communes. Au sud, le territoire de Saint-Martial-de-Nabirat est distant d'environ 750 mètres.
Les communes limitrophes sont Carsac-Aillac, La Roque-Gageac, Cénac-et-Saint-Julien, Groléjac, Nabirat et Vitrac.
| Vitrac                |       | Carsac-Aillac |
| La Roque-Gageac       | Domme | Groléjac      |
| Cénac-et-Saint-Julien |       | Nabirat       |

### Géologie et relief

#### Géologie
Situé sur la plaque nord du Bassin aquitain et bordé à son extrémité nord-est par une frange du Massif central, le département de la Dordogne présente une grande diversité géologique. Les terrains sont disposés en profondeur en strates régulières, témoins d'une sédimentation sur cette ancienne plate-forme marine. Le département peut ainsi être découpé sur le plan géologique en quatre gradins différenciés selon leur âge géologique. Domme est située dans le troisième gradin à partir du nord-est, un plateau formé de calcaires hétérogènes du Crétacé.
Les couches affleurantes sur le territoire communal sont constituées de formations superficielles du Quaternaire et de roches sédimentaires datant pour certaines du Cénozoïque, et pour d'autres du Mésozoïque. La formation la plus ancienne, notée c2a, date du Turonien inférieur, composée de calcaire crayeux blanchâtre en plaquettes ou noduleux. La formation la plus récente, notée Fy3-z, fait partie des formations superficielles de type alluvions subactuelles à actuelles. Le descriptif de ces couches est détaillé dans  les feuilles « no 808 - Sarlat-la-Canéda » et « no 832 - Gourdon » de la carte géologique au 1/50 000 de la France métropolitaine, et leurs notices associées,.

Carte géologique de Domme.

#### Relief et paysages
Le département de la Dordogne se présente comme un vaste plateau incliné du nord-est (491 m, à la forêt de Vieillecour dans le Nontronnais, à Saint-Pierre-de-Frugie) au sud-ouest (2 m à Lamothe-Montravel). L'altitude du territoire communal varie quant à elle entre 60 m à l'ouest, là où la Dordogne quitte la commune pour servir de limite entre celles de Cénac-et-Saint-Julien et La Roque-Gageac, et 302 ou 303 m, à l'ouest de l'aérodrome de Sarlat - Domme.
Dans le cadre de la Convention européenne du paysage entrée en vigueur en France le 1er juillet 2006, renforcée par la loi du 8 août 2016 pour la reconquête de la biodiversité, de la nature et des paysages, un atlas des paysages de la Dordogne a été élaboré sous maîtrise d’ouvrage de l’État et publié en octobre 2020. Les paysages du département s'organisent en huit unités paysagères et 14 sous-unités. La commune fait partie du Périgord noir, un paysage vallonné et forestier, qui ne s’ouvre que ponctuellement autour de vallées-couloirs et d’une multitude de clairières de toutes tailles. Il s'étend du nord de la Vézère au sud de la Dordogne (en amont de Lalinde) et est riche d’un patrimoine exceptionnel.
La superficie cadastrale de la commune publiée par l'Insee, qui sert de référence dans toutes les statistiques, est de 24,91 km2,,. La superficie géographique, issue de la BD Topo, composante du Référentiel à grande échelle produit par l'IGN, est quant à elle de 24,79 km2.

### Hydrographie

#### Réseau hydrographique
La commune est située dans le bassin de la Dordogne au sein du Bassin Adour-Garonne. Elle est drainée par la Dordogne, la Courrégude et par divers petits cours d'eau, qui constituent un réseau hydrographique de 20 km de longueur totale,.
La Dordogne, d'une longueur totale de 483,1 km, prend naissance sur les flancs du puy de Sancy (1 885 m), dans la chaîne des monts Dore, traverse six départements dont la Dordogne dans sa partie sud, et conflue avec la Garonne à Bayon-sur-Gironde, pour former l'estuaire de la Gironde,. Elle borde la commune au nord sur près de douze kilomètres et demi, face à Carsac-Aillac, Vitrac et La Roque-Gageac.
Affluent de rive gauche de la Dordogne, la Courrégude arrose le territoire communal au nord-est sur 700 mètres.

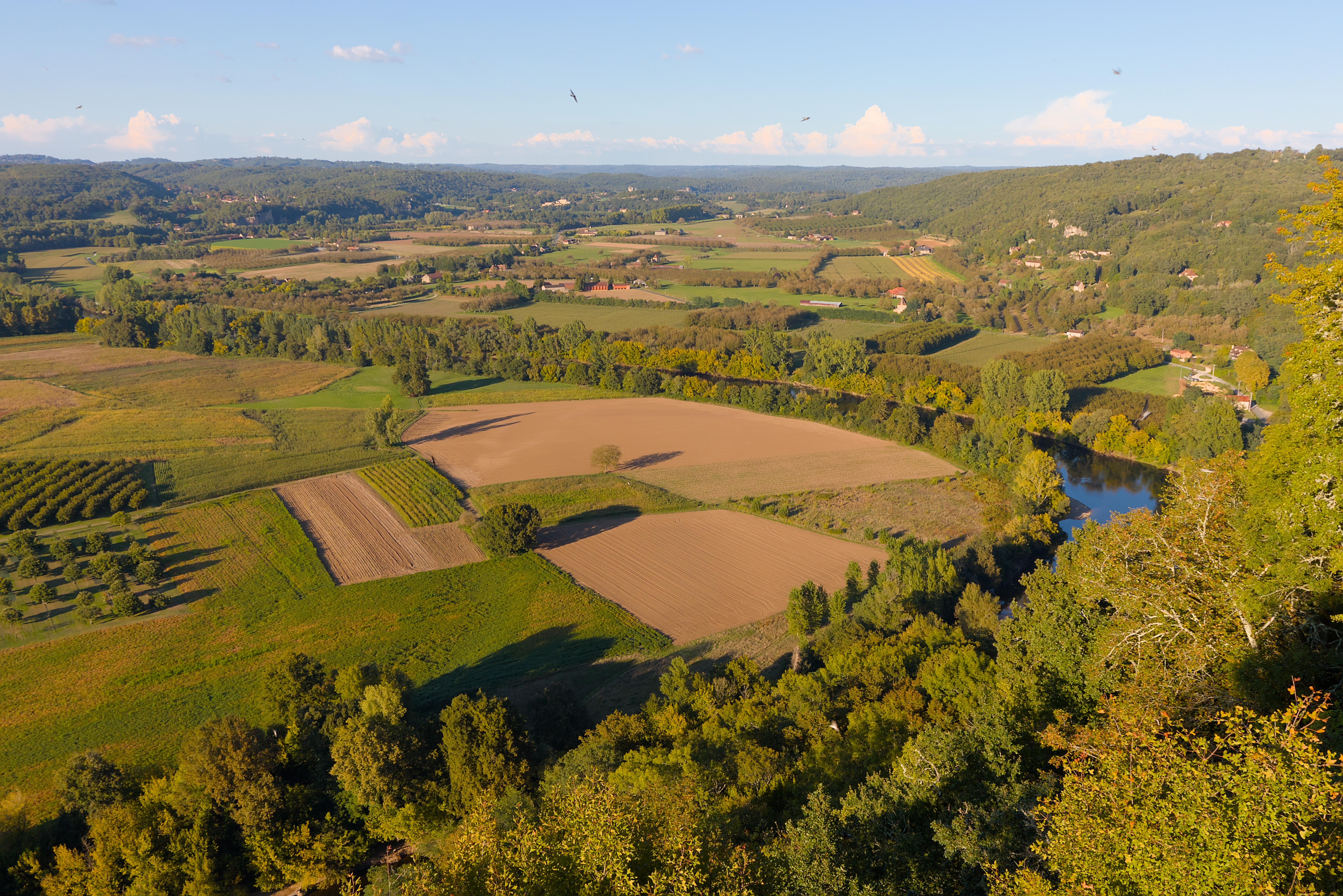
La Dordogne (amont) vue depuis l'esplanade de Domme en fin d'après-midi.
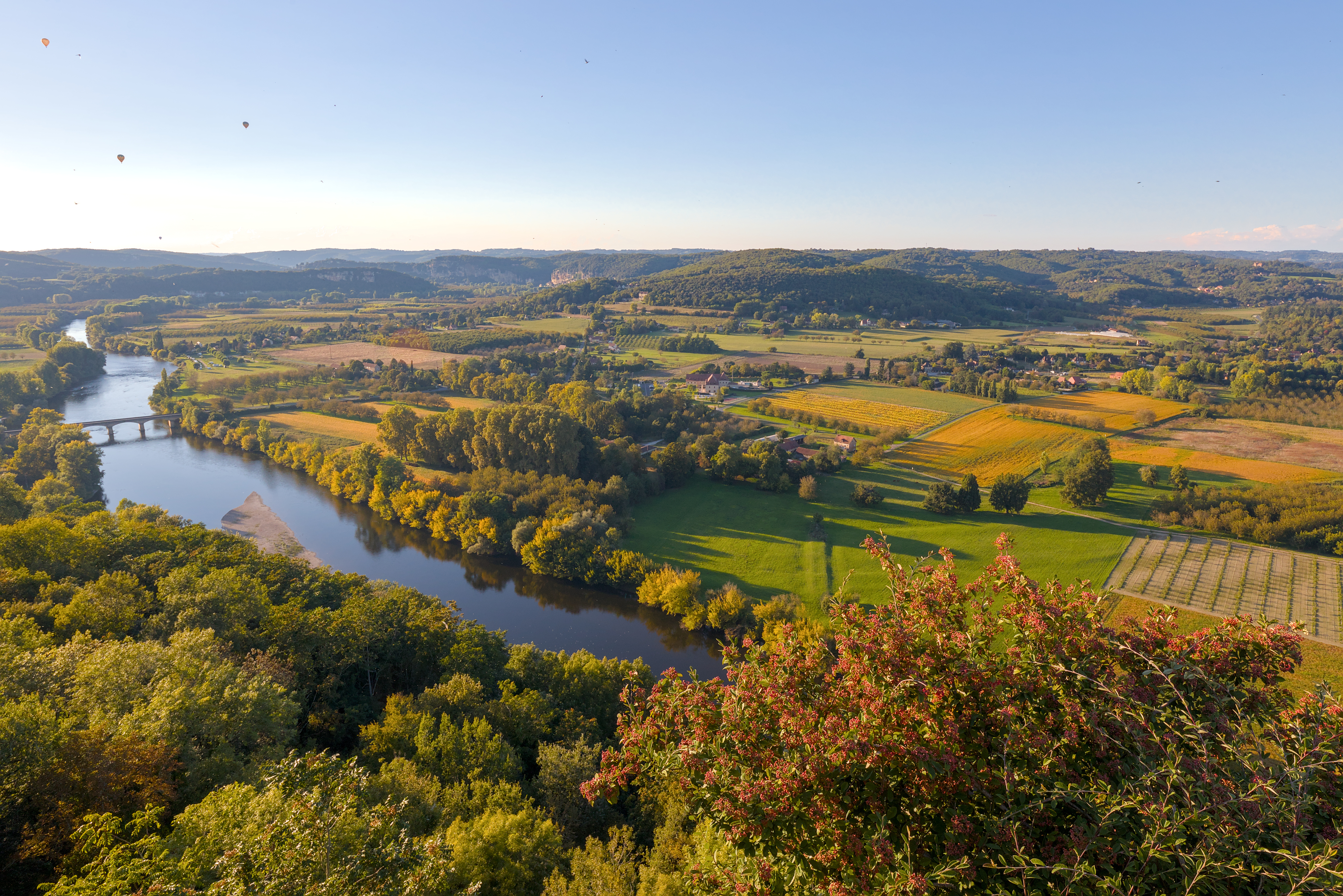
Idem (aval).
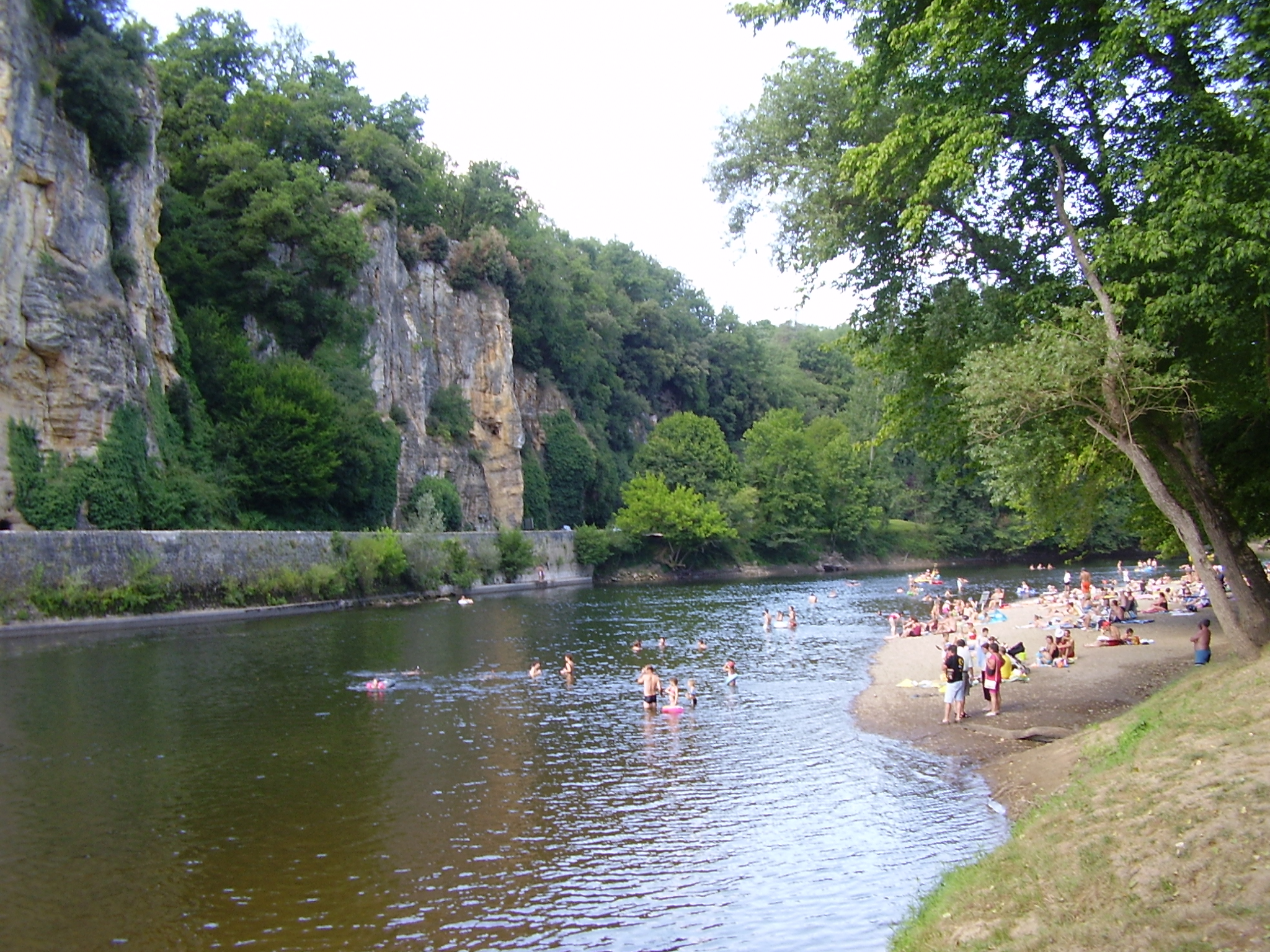
Plage au bord de la Dordogne, face à Vitrac.
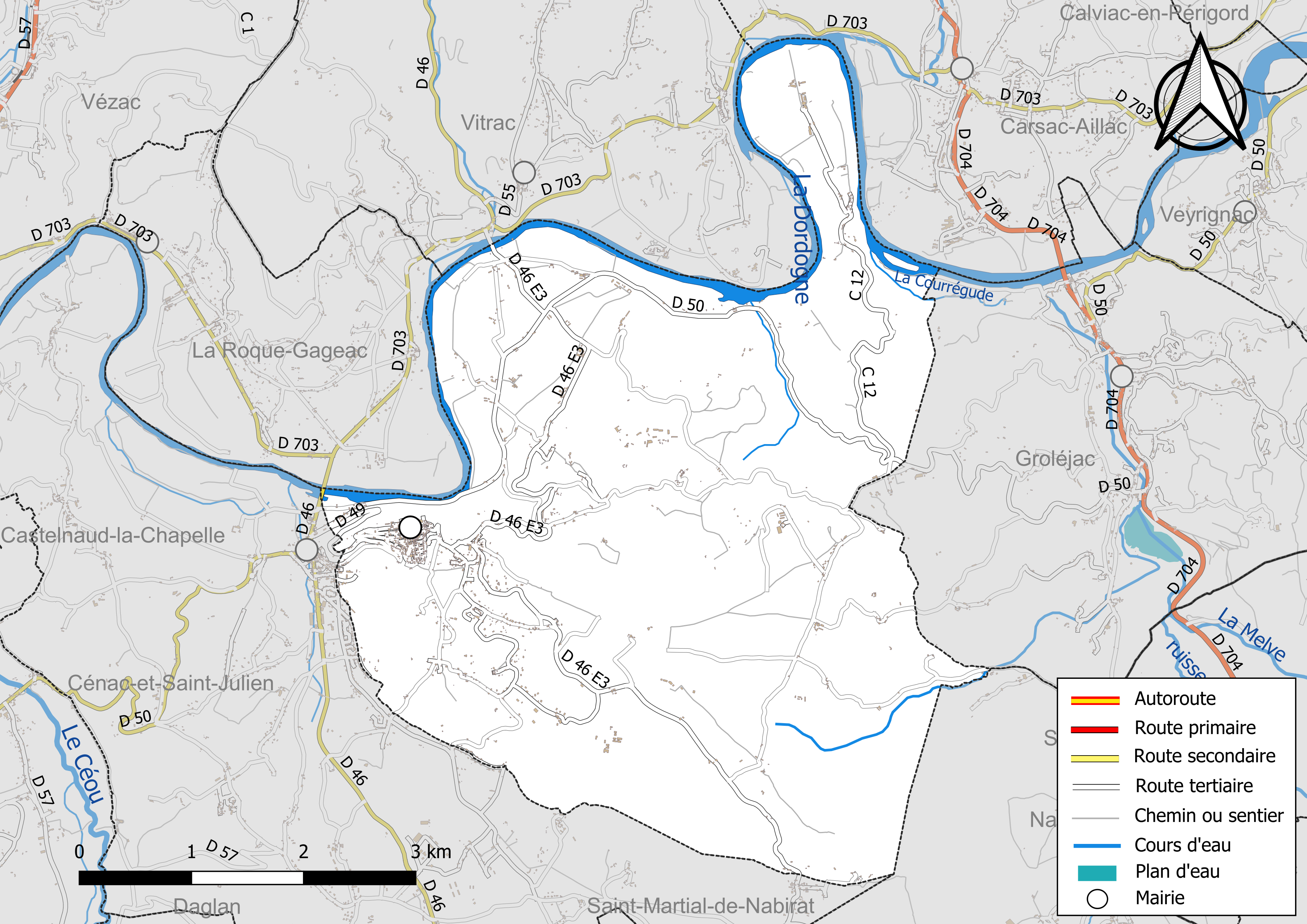
Réseaux hydrographique et routier de Domme.

#### Gestion et qualité des eaux
Le territoire communal est couvert par le schéma d'aménagement et de gestion des eaux (SAGE) « Dordogne amont ». Ce document de planification, dont le territoire s'étend des sources de la Dordogne jusqu'à la confluence de la Vézère à Limeuil, d'une superficie de 9 700 km2 est en cours d'élaboration. La structure porteuse de l'élaboration et de la mise en œuvre est l'établissement public territorial de bassin de la Dordogne (EPIDOR). Il définit sur son territoire les objectifs généraux d’utilisation, de mise en valeur et de protection quantitative et qualitative des ressources en eau superficielle et souterraine, en respect des objectifs de qualité définis dans le troisième SDAGE  du bassin Adour-Garonne qui couvre la période 2022-2027, approuvé le 10 mars 2022.
La qualité des eaux de baignade et des cours d’eau peut être consultée sur un site dédié géré par les agences de l’eau et l’Agence française pour la biodiversité.

### Climat
Pour des articles plus généraux, voir Climat de la Nouvelle-Aquitaine et Climat de la Dordogne.
Historiquement, la commune est exposée à un climat océanique aquitain.  
En 2020, Météo-France publie une typologie des climats de la France métropolitaine dans laquelle la commune est exposée à un climat océanique altéré et est dans une zone de transition entre les régions climatiques « Aquitaine, Gascogne » et « Ouest et nord-ouest du Massif Central ». La première est caractérisée par une pluviométrie abondante au printemps, modérée en automne, un faible ensoleillement au printemps, un été chaud (19,5 °C), des vents faibles, des brouillards fréquents en automne et en hiver et des orages fréquents en été (15 à 20 jours).  La seconde présente une pluviométrie annuelle de 900 à 1 500 mm, maximale en automne et en hiver.
Pour la période 1971-2000, la température annuelle moyenne est de 12,6 °C, avec  une amplitude thermique annuelle de 15,3 °C. Le cumul annuel moyen de précipitations est de 885 mm, avec 12,2 jours de précipitations en janvier et 6,7 jours en juillet. Pour la période 1991-2020, la température moyenne annuelle observée sur la station météorologique la plus proche, située sur la commune de Gourdon à 15 km à vol d'oiseau, est de 13,1 °C et le cumul annuel moyen de précipitations est de 823,0 mm,. Pour l'avenir, les paramètres climatiques de la commune estimés pour 2050 selon différents scénarios d’émission de gaz à effet de serre sont consultables sur un site dédié publié par Météo-France en novembre 2022.

### Milieux naturels et biodiversité

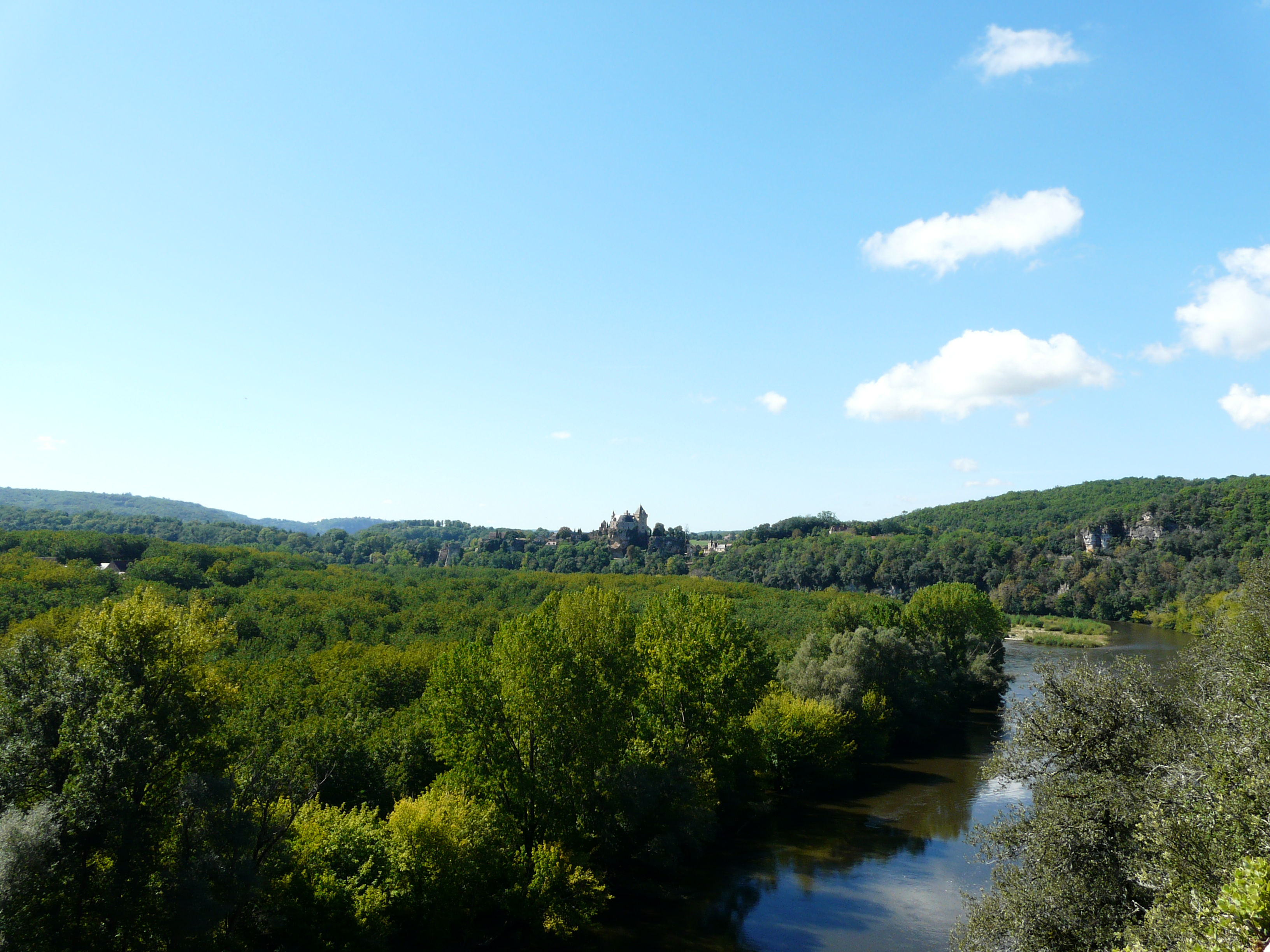
La Dordogne entre Domme à gauche et Vitrac à droite.

#### Natura 2000
La Dordogne est un site du réseau Natura 2000 limité aux départements de la Dordogne et de la Gironde, et qui concerne les 103 communes riveraines de la Dordogne, dont Domme,. Seize espèces animales et une espèce végétale inscrites à l'annexe II de la directive 92/43/CEE de l'Union européenne y ont été répertoriées.
La zone Coteaux calcaires de la vallée de la Dordogne, qui s'étend au total sur 3 686 hectares et est partagée avec vingt-quatre autres communes, fait également partie du réseau Natura 2000,. Deux espèces de chauves-souris inscrites à l'annexe II de la directive 92/43/CEE de l'Union européenne y ont été répertoriées : le Grand rhinolophe (Rhinolophus ferrumequinum) et le Petit rhinolophe (Rhinolophus hipposideros). Sur la commune, elle s'étend sur une quarantaine d'hectares et correspond aux coteaux situés en bordure de la Dordogne, depuis le Dauphinat jusqu'à la route départementale 49, en limite de Cénac-et-Saint-Julien.

#### ZNIEFF
Domme fait partie des 102 communes concernées par la zone naturelle d'intérêt écologique, faunistique et floristique (ZNIEFF) de type II « La Dordogne »,, dans laquelle ont été répertoriées huit espèces animales déterminantes et cinquante-sept espèces végétales déterminantes, ainsi que quarante-trois autres espèces animales et trente-neuf autres espèces végétales.

## Urbanisme

### Typologie
Au 1er janvier 2024, Domme est catégorisée commune rurale à habitat dispersé, selon la nouvelle grille communale de densité à 7 niveaux définie par l'Insee en 2022.
Elle est située hors unité urbaine. Par ailleurs la commune fait partie de l'aire d'attraction de Sarlat-la-Canéda, dont elle est une commune de la couronne,. Cette aire, qui regroupe 45 communes, est catégorisée dans les aires de moins de 50 000 habitants,.

### Occupation des sols
L'occupation des sols de la commune, telle qu'elle ressort de la base de données européenne d’occupation biophysique des sols Corine Land Cover (CLC), est marquée par l'importance des forêts et milieux semi-naturels (54,6 % en 2018), une proportion sensiblement équivalente à celle de 1990 (54,8 %). La répartition détaillée en 2018 est la suivante : forêts (54,6 %), prairies (13,1 %), zones agricoles hétérogènes (12 %), terres arables (9,6 %), zones urbanisées (4,9 %), eaux continentales (3,8 %), cultures permanentes (2 %). L'évolution de l’occupation des sols de la commune et de ses infrastructures peut être observée sur les différentes représentations cartographiques du territoire : la carte de Cassini (XVIIIe siècle), la carte d'état-major (1820-1866) et les cartes ou photos aériennes de l'IGN pour la période actuelle (1950 à aujourd'hui).

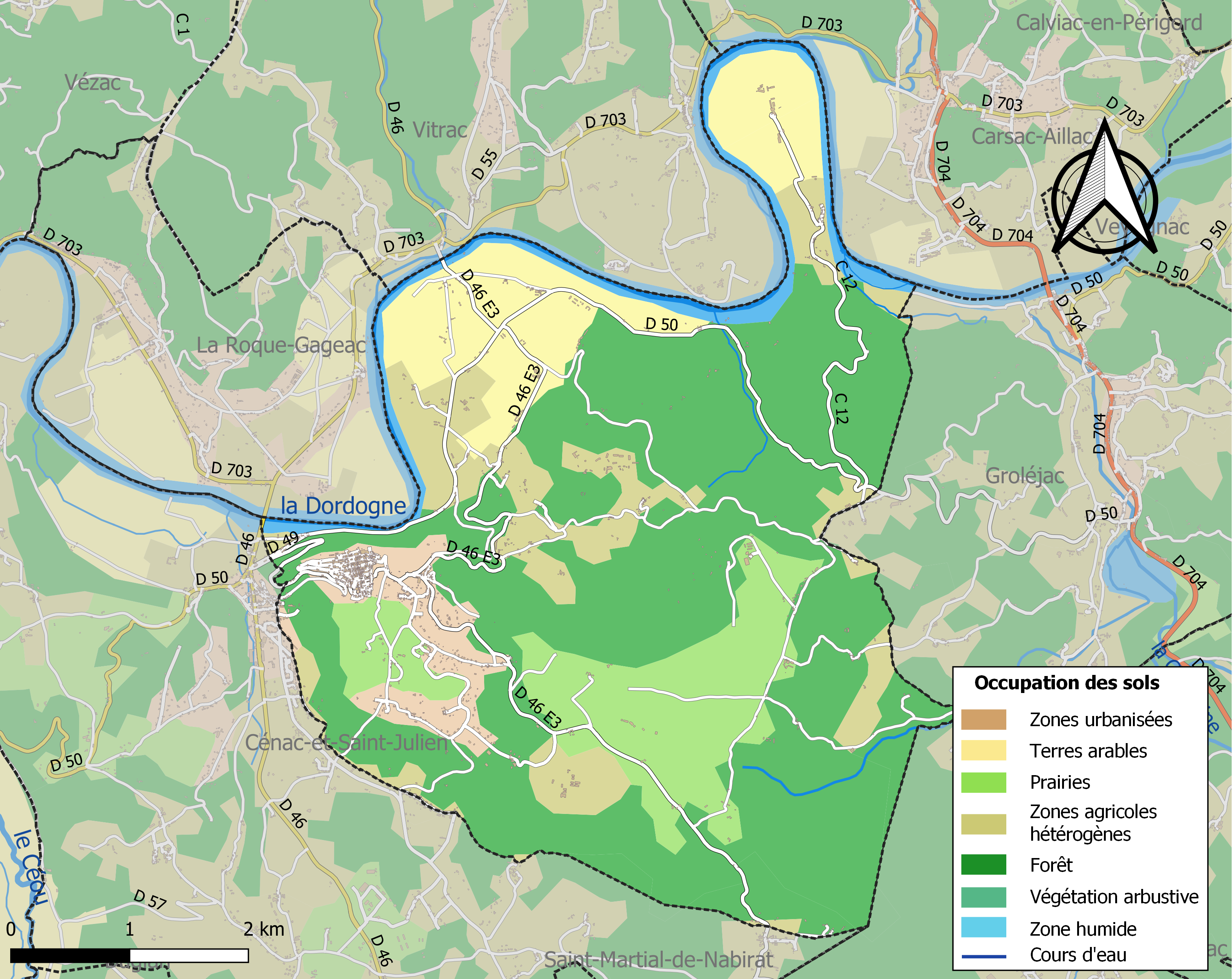
Carte des infrastructures et de l'occupation des sols de la commune en 2018 (CLC).

### Prévention des risques
Le territoire de la commune de Domme est vulnérable à différents aléas naturels : météorologiques (tempête, orage, neige, grand froid, canicule ou sécheresse), inondations, feux de forêts, mouvements de terrains et séisme (sismicité très faible). Il est également exposé à un risque technologique, la rupture d'un barrage. Un site publié par le BRGM permet d'évaluer simplement et rapidement les risques d'un bien localisé soit par son adresse soit par le numéro de sa parcelle.

#### Risques naturels
Certaines parties du territoire communal sont susceptibles d’être affectées par le risque d’inondation par débordement de cours d'eau, notamment la Dordogne et le ruisseau d'Énéa. La commune a été reconnue en état de catastrophe naturelle au titre des dommages causés par les inondations et coulées de boue survenues en 1982, 1993, 1996, 1997, 1999, 2001 et 2021,. Le risque inondation est pris en compte dans l'aménagement du territoire de la commune par le biais du plan de prévention des risques inondation (PPRI) de la « vallée de la Dordogne amont »  approuvé le 15 avril 2011, pour les crues de la Dordogne,.
Domme est exposée au risque de feu de forêt. L’arrêté préfectoral du 14 mars 2013 fixe les conditions de pratique des incinérations et de brûlage dans un objectif de réduire le risque de départs d’incendie. À ce titre, des périodes sont déterminées : interdiction totale du 15 février au 15 mai et du 15 juin au 15 octobre, utilisation réglementée du 16 mai au 14 juin et du 16 octobre au 14 février. En septembre 2020, un plan inter-départemental de protection des forêts contre les incendies (PidPFCI) a été adopté pour la période 2019-2029,.

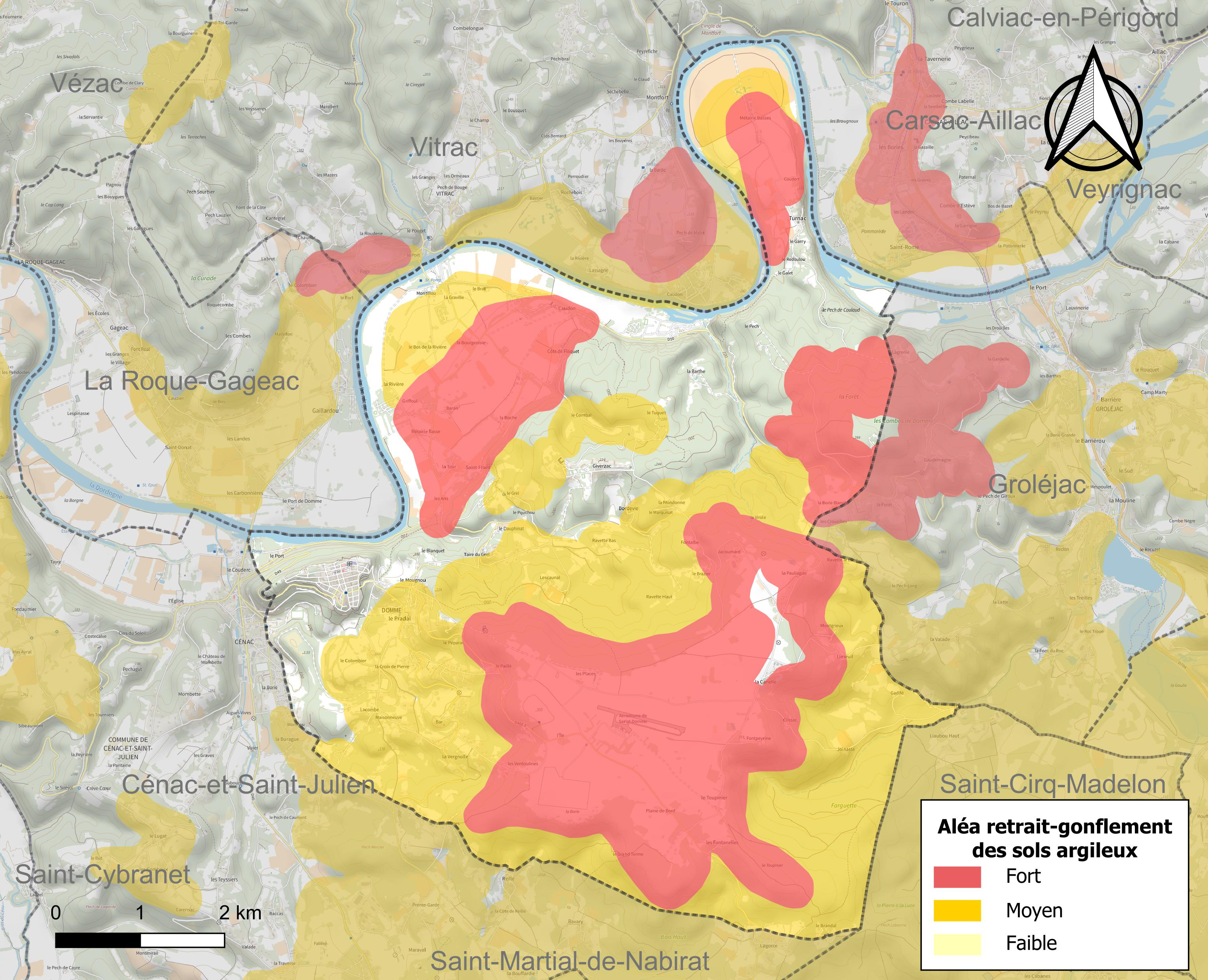
Carte des zones d'aléa retrait-gonflement des sols argileux de Domme.

Les mouvements de terrains susceptibles de se produire sur la commune sont des affaissements et effondrements liés aux cavités souterraines (hors mines) et des tassements différentiels. Afin de mieux appréhender le risque d’affaissement de terrain, un inventaire national permet de localiser les éventuelles cavités souterraines sur la commune. Le retrait-gonflement des sols argileux est susceptible d'engendrer des dommages importants aux bâtiments en cas d’alternance de périodes de sécheresse et de pluie. 74,5 % de la superficie communale est en aléa moyen ou fort (58,6 % au niveau départemental et 48,5 % au niveau national métropolitain). Depuis le 1er octobre 2020, en application de la loi ÉLAN, différentes contraintes s'imposent aux vendeurs, maîtres d'ouvrages ou constructeurs de biens situés dans une zone classée en aléa moyen ou fort,.
La commune a été reconnue en état de catastrophe naturelle au titre des dommages causés par la sécheresse en 1989, 2005 et 2011 et par des mouvements de terrain en 1999, 2016 et 2018.

#### Risque technologique
La commune est en outre située en aval du barrage de Bort-les-Orgues, un ouvrage de classe A situé dans le département de la Corrèze et faisant l'objet d'un PPI depuis 2009. À ce titre elle est susceptible d’être touchée par l’onde de submersion consécutive à la rupture de cet ouvrage.

## Toponymie
En occitan, la commune porte le nom de Doma.
Ses habitants sont appelés les Dommois(es).

## Histoire

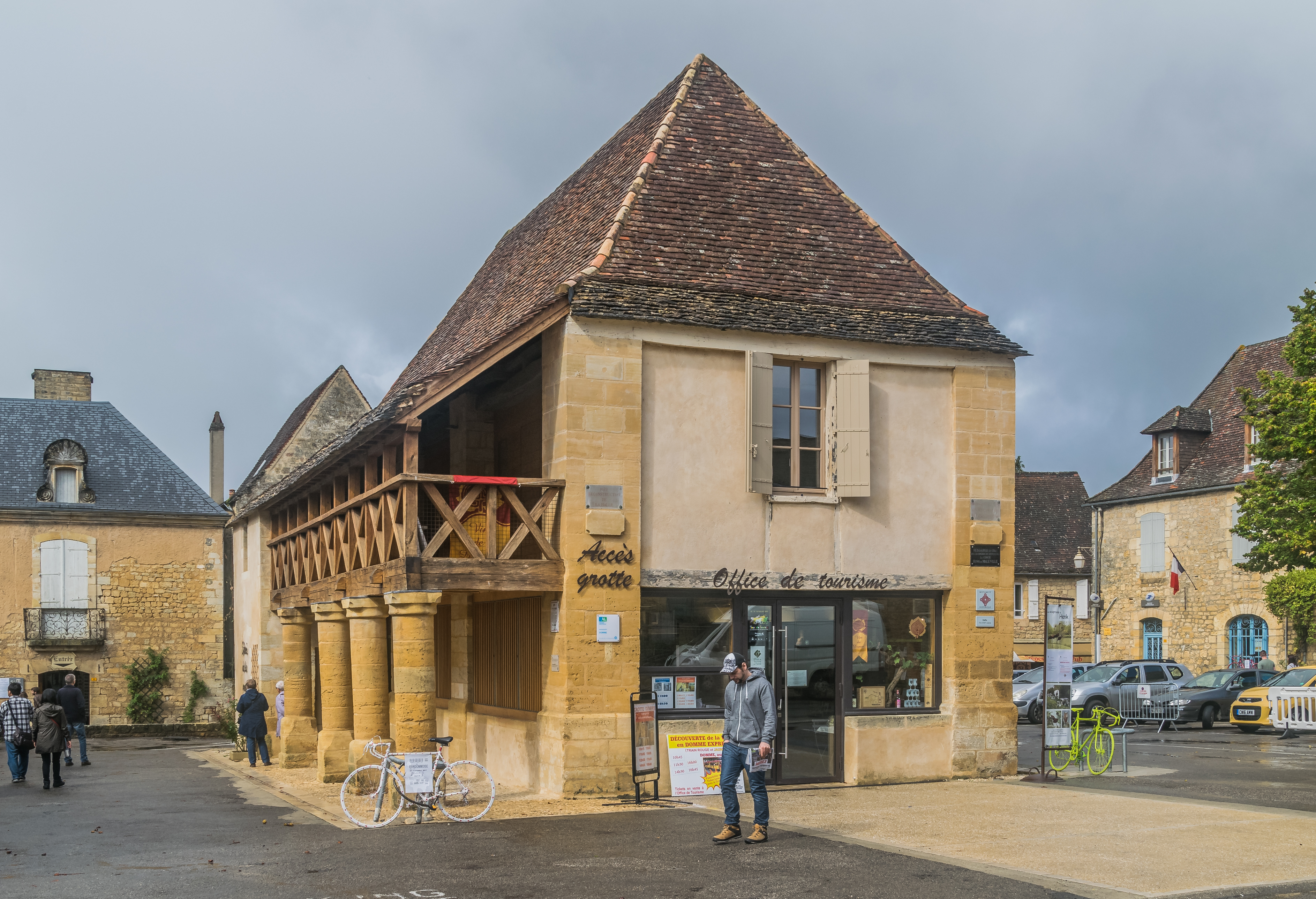
Domme, la halle du XVIIIe siècle.

La bastide fut fondée en 1281 par Philippe le Hardi sur un plateau à l'ouest duquel existait déjà un château, alors dans les mains de la famille de Gourdon. Domme possède deux places où se pratiquait le commerce : la place de la Halle et la place de la Rode. La cité commerçante organisait des foires et obtint le privilège de battre sa propre monnaie.
On a considéré longtemps qu'en 1307 la cité devint, lors de l'arrestation des Templiers, un lieu où soixante-dix d'entre eux furent emprisonnés. Ils venaient, disait-on, des diocèses de Périgueux, Cahors, Rodez, Bourges, Limoges, Clermont, Angoulême et Poitiers; et ils auraient laissé comme témoignage de leur passage la centaine de graffitis que l'on retrouve à la porte des Tours. On a dit à ce sujet et sans preuve que les Templiers usaient d'un code géométrique : l'octogone pour le Graal, le triangle surmonté d'une croix pour le Golgotha, le carré pour le Temple. Les cercles, eux, auraient symbolisé l'enfermement. On a dit aussi que des gravures à la symbolique assez proche furent retrouvées à Loches, Gisors et Chinon, ce qui est purement imaginaire. Leur authenticité pour ces trois sites est contestée par les spécialistes. En réalité, l'identification des graffiti de Domme et leur prétendue justification historique furent basées sur de faux relevés, imaginés par un faussaire aujourd'hui bien identifié, et des méthodes d'interprétation des images et des documents très fantaisistes sans aucun fondement scientifique,.
Ultérieurement, durant la guerre de Cent Ans, la bastide devient un lieu convoité par les Anglais. La première prise de la cité par ces derniers date de 1347. À plusieurs reprises, elle change successivement de mains entre les deux camps rivaux jusqu'en 1437, date de son retour dans le domaine français.
De nouvelles tribulations attendent ce site durant les guerres de Religion. La bastide est prise en 1588 par Geoffroy de Vivans, capitaine protestant de la garnison de Castelnaud qui escalade, de nuit avec ses hommes, la falaise pour ouvrir les portes au corps principal de ses troupes. Toutefois, le succès des troupes catholiques fut tel qu'il dut céder la bastide dans laquelle il s'était retranché en 1592.
Le calme à peine revenu, la bastide dut faire face à une jacquerie des croquants en 1594 puis ultérieurement en 1637.
Domme a connu la prospérité au XVIIe siècle puis périclita, ce qui a facilité sa conservation jusqu'à nos jours.

## Politique et administration

### Rattachements administratifs et électoraux
Dès 1790, la commune de Domme est le chef-lieu du canton de Domme qui dépend du district de Sarlat jusqu'en 1795, date de suppression des districts. En 1801, le canton dépend de l'arrondissement de Sarlat (devenu l'arrondissement de Sarlat-la-Canéda en 1965).
Dans le cadre de la réforme de 2014 définie par le décret du 21 février 2014, ce canton disparaît aux élections départementales de mars 2015. La commune est alors rattachée au canton de la Vallée Dordogne.

### Intercommunalité
Fin 2001, Domme intègre la communauté de communes du Canton de Domme. Celle-ci est dissoute au 31 décembre 2013 et remplacée au 1er janvier 2014 par la communauté de communes de Domme-Villefranche du Périgord.

### Administration municipale
La population de la commune étant comprise entre 500 et 1 499 habitants au recensement de 2017, quinze conseillers municipaux ont été élus en 2020,.

### Liste des maires

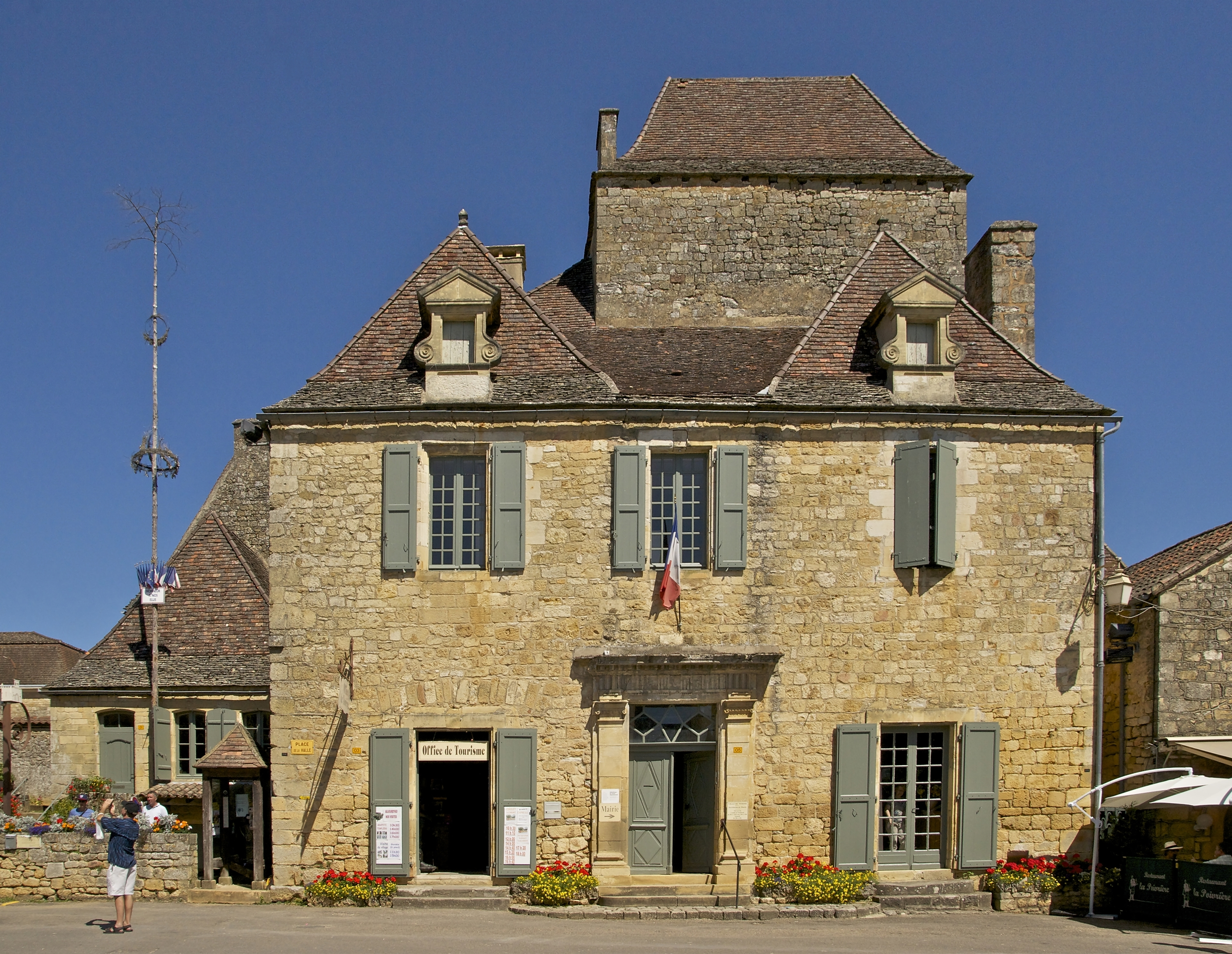
La mairie en 2011.

| Période                                  | Période   | Identité               | Étiquette | Qualité                                                              |
| ---------------------------------------- | --------- | ---------------------- | --------- | -------------------------------------------------------------------- |
| Les données manquantes sont à compléter. |           |                        |           |                                                                      |
|                                          |           |                        |           |                                                                      |
|                                          | mars 1989 | Jean Bouyssou          | PS        | Ancien instituteur                                                   |
| 1989                                     | mars 2001 | Alain Bournazel        | RPR       | Haut fonctionnaire Conseiller général du canton de Domme (1974-1988) |
| mars 2001                                | mars 2008 | Daniel Delpech         | PS        |                                                                      |
| mars 2008                                | mars 2014 | Jocelyne Lagrange      | SE        | Institutrice en retraite                                             |
| mars 2014 (réélu en mai 2020)            | En cours  | Jean-Claude Cassagnole | PS        |                                                                      |

### Politique environnementale
Dans son palmarès 2024, le Conseil national de villes et villages fleuris de France a attribué deux fleurs à la commune.

## Équipements et services publics

### Justice
Dans le domaine judiciaire, Domme relève : 
- du tribunal de proximité de Sarlat-la-Canéda ;
- du tribunal judiciaire, du tribunal pour enfants, du conseil de prud'hommes et du tribunal de commerce de Bergerac ;
- du pôle Nationalité du tribunal judiciaire de Périgueux (compétent uniquement dans le domaine de la nationalité) ;
- de la cour d'appel et de la  cour administrative d'appel de Bordeaux.

## Population et société

### Démographie
L'évolution du nombre d'habitants est connue à travers les recensements de la population effectués dans la commune depuis 1793. Pour les communes de moins de 10 000 habitants, une enquête de recensement portant sur toute la population est réalisée tous les cinq ans, les populations de référence des années intermédiaires étant quant à elles estimées par interpolation ou extrapolation. Pour la commune, le premier recensement exhaustif entrant dans le cadre du nouveau dispositif a été réalisé en 2004.

En 2022, la commune comptait 901 habitants, en évolution de −1,21 % par rapport à 2016 (Dordogne : +0,37 %, France hors Mayotte : +2,11 %).
| 1793  | 1800  | 1806  | 1821  | 1831  | 1836  | 1841  | 1846  | 1851  |
| ----- | ----- | ----- | ----- | ----- | ----- | ----- | ----- | ----- |
| 1 990 | 1 898 | 1 823 | 1 960 | 2 075 | 1 994 | 1 768 | 2 096 | 2 115 |

| 1856  | 1861  | 1866  | 1872  | 1876  | 1881  | 1886  | 1891  | 1896  |
| ----- | ----- | ----- | ----- | ----- | ----- | ----- | ----- | ----- |
| 2 044 | 1 996 | 2 000 | 1 846 | 1 823 | 1 702 | 1 640 | 1 635 | 1 562 |

| 1901  | 1906  | 1911  | 1921  | 1926  | 1931  | 1936  | 1946  | 1954 |
| ----- | ----- | ----- | ----- | ----- | ----- | ----- | ----- | ---- |
| 1 424 | 1 547 | 1 411 | 1 220 | 1 163 | 1 092 | 1 141 | 1 110 | 949  |

| 1962 | 1968 | 1975 | 1982 | 1990  | 1999 | 2004  | 2006  | 2009 |
| ---- | ---- | ---- | ---- | ----- | ---- | ----- | ----- | ---- |
| 855  | 876  | 891  | 910  | 1 030 | 987  | 1 008 | 1 036 | 989  |

| 2014 | 2019 | 2022 | - | - | - | - | - | - |
| ---- | ---- | ---- | - | - | - | - | - | - |
| 933  | 909  | 901  | - | - | - | - | - | - |

### Manifestations culturelles et festivités
- Sur un dimanche de juillet ou d'août, meeting aérien[75].

## Économie

### Emploi
En 2015, parmi la population communale comprise entre 15 et 64 ans, les actifs représentent 372 personnes, soit 40,3 % de la population municipale. Le nombre de chômeurs (79) a augmenté par rapport à 2010 (63) et le taux de chômage de cette population active s'établit à 21,3 %.

### Établissements
Au 31 décembre 2015, la commune compte 152 établissements, dont 104 dans le secteur des commerces, transports ou services, seize dans la construction, quinze relatifs au secteur administratif, à l'enseignement, à la santé ou à l'action sociale, dix dans l'agriculture, la sylviculture ou la pêche, et sept dans l'industrie.

## Site militaire d'écoutes électroniques
Domme abrite, sur son territoire, une des plus importantes bases de Frenchelon, destiné au renseignement électronique stratégique, non reconnu officiellement par les pouvoirs français mais géré par l'armée et les services secrets.

## Culture locale et patrimoine

### Lieux et monuments
- Le château de Caudon de la première moitié du XIXe siècle, inscrit depuis 1998 au titre des monuments historiques (MH)[80] et dont le parc est classé parmi les jardins remarquables[81].
- Les restes du château du Roy, ancien château fort.
- Église Notre-Dame-de-l'Assomption[82]. L'église actuelle a été reconstruite au XVIIe siècle avec les pierres de l'ancien édifice détruit par les protestants lors des guerres de Religion[83].
- La chapelle monolithe de Caudon, inscrite en 1948 au titre des monuments historiques[84].
- Le couvent des Augustins de Domme.
- Les remparts de Domme, datant du XIIIe siècle, classés au titre des monuments historiques en 1943[85]. Ils bénéficient en 2021 de l'aide du Loto du patrimoine qui va attribuer 145 000 euros de subvention pour leur restauration, notamment pour la partie située entre la porte des Tours et la porte de la Combe[86].
- La porte Del Bos.
- La place de la Halle.
- La grotte de Domme située sous la Halle, qui servit de refuge aux habitants de Domme pendant la guerre de Cent Ans et les guerres de Religion.
- Le belvédère de la "Barre" (falaise) de Domme d'où l'on surplombe la vallée de la Dordogne.
- Le musée d'art et traditions populaires Paul Reclus, installé dans une bâtisse de la place de la Halle, qui exposait une collection d'objets anciens caractéristiques, témoins de la vie des habitants aux XIXe et XXe siècles[87] a fermé en 2020 à cause de la pandémie de Covid-19. Inauguré après réhabilitation, le « Musée de Domme » rouvre ses portes début août 2025[88].
- Le site COMINT d'écoute électronique de la DGSE se trouve à Domme.
- Le moulin du Roy.
- Le lavoir.

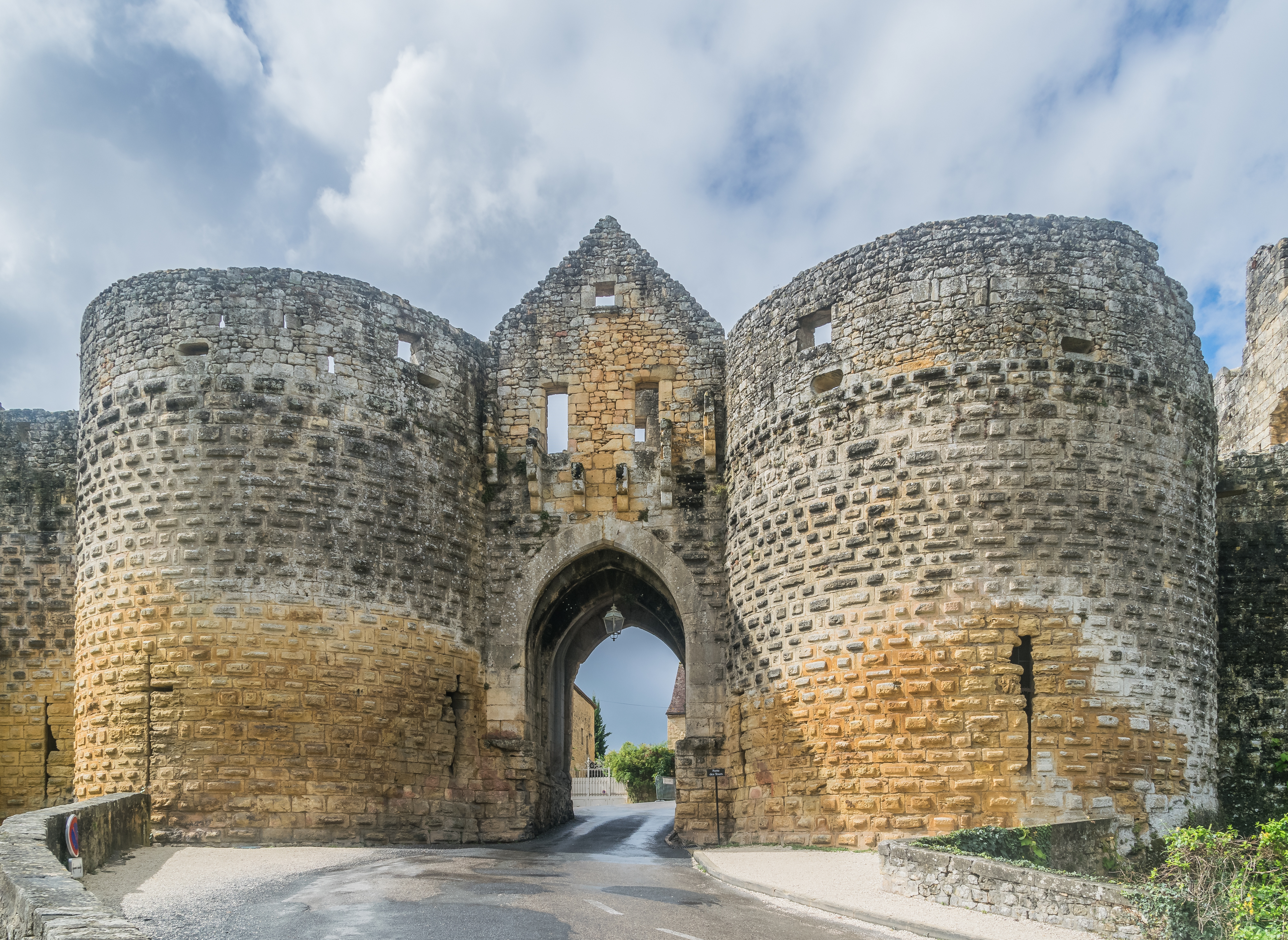
Une des entrées de Domme : la porte des Tours.
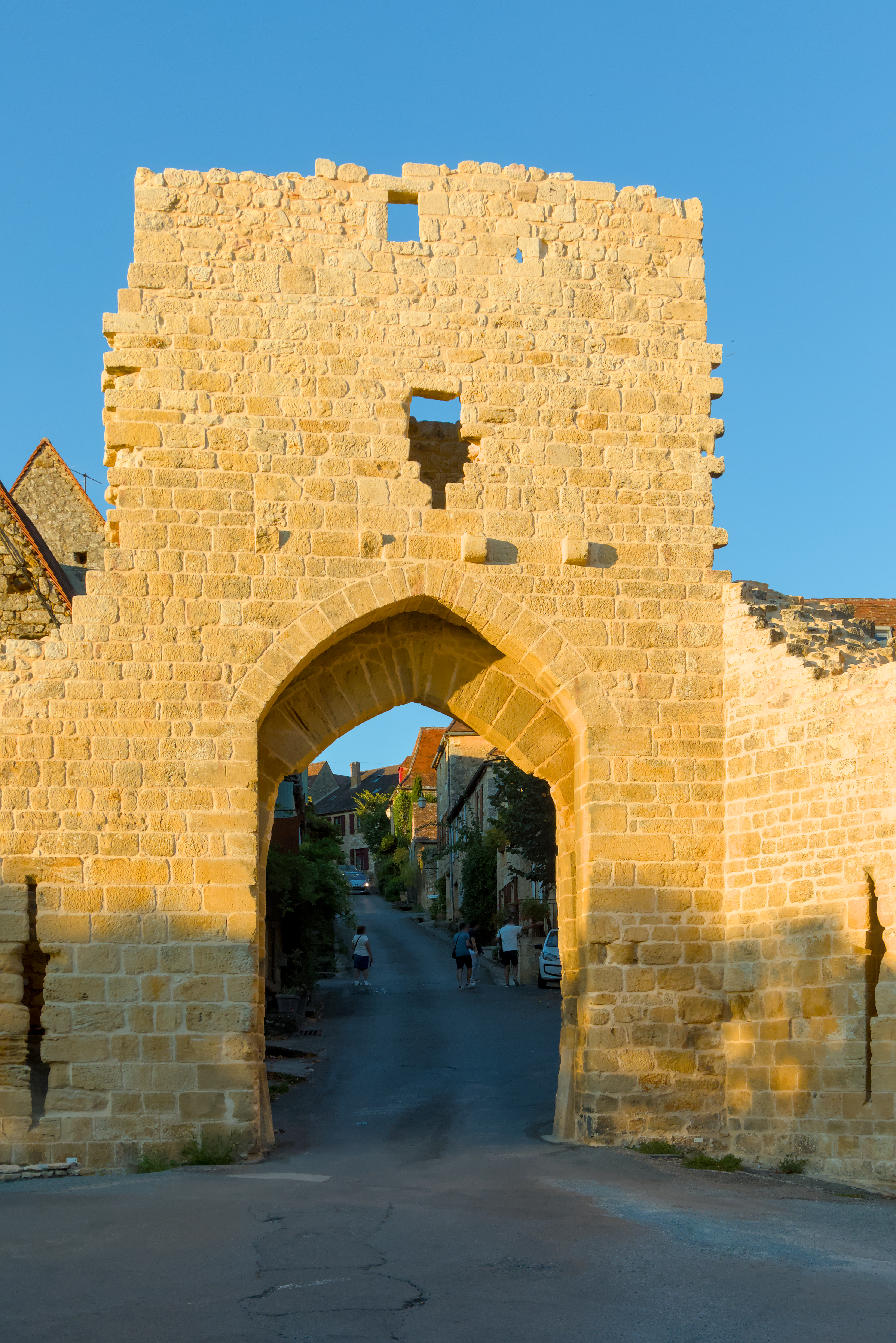
La porte del Bos.
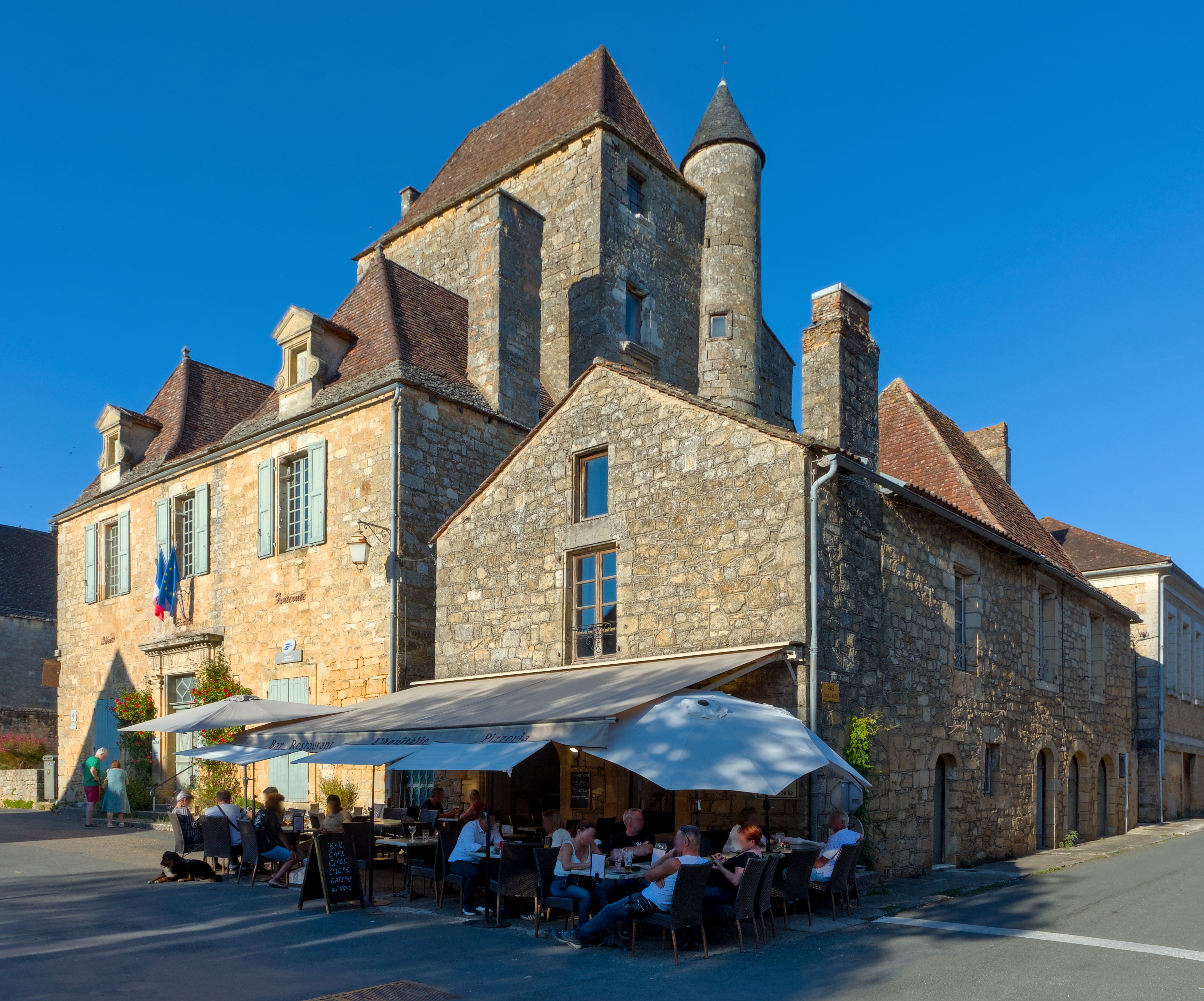
L'hôtel des Gouverneurs dont la partie sur la gauche correspond à la mairie.
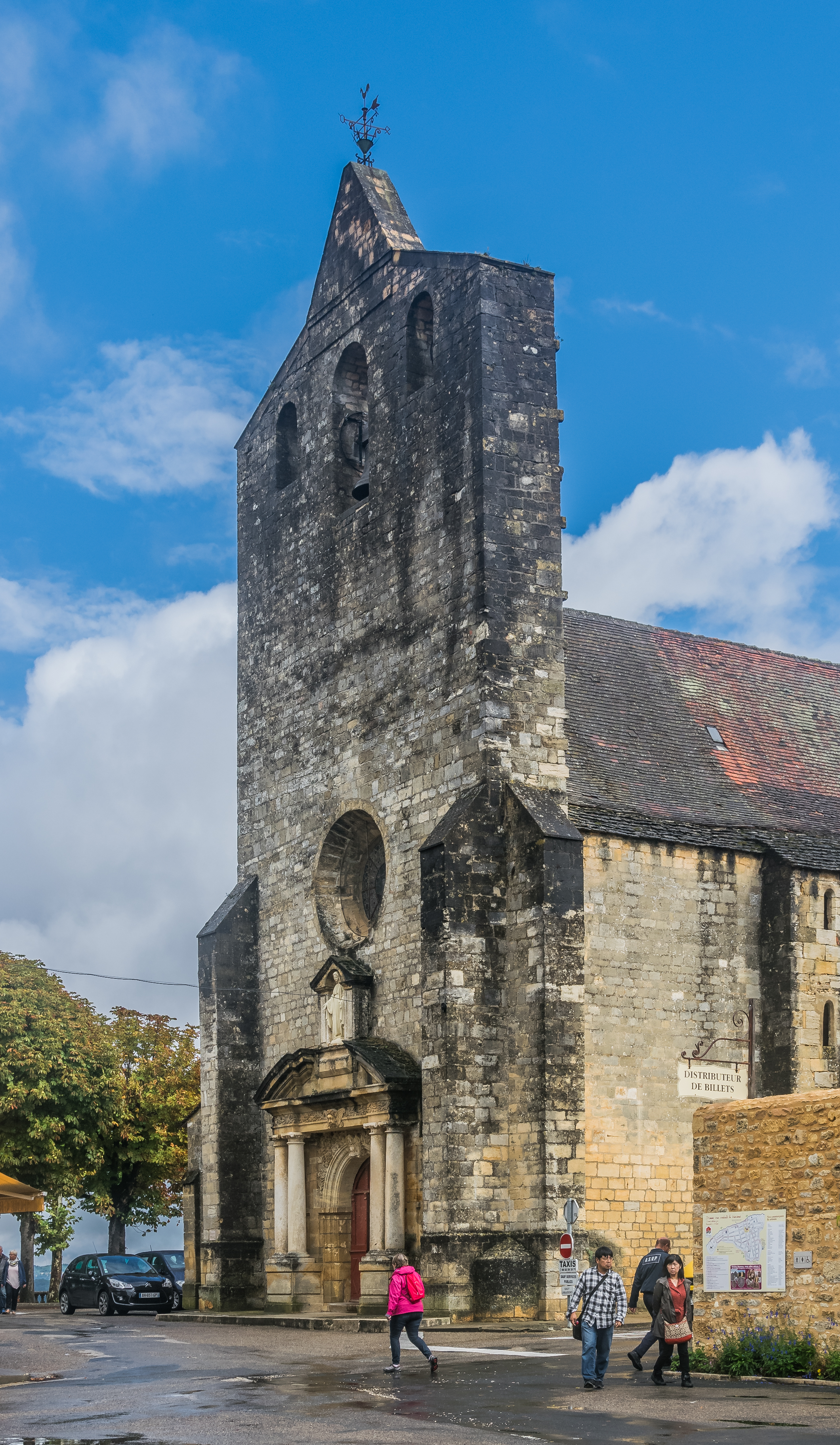
L'église Notre-Dame-de-l'Assomption.
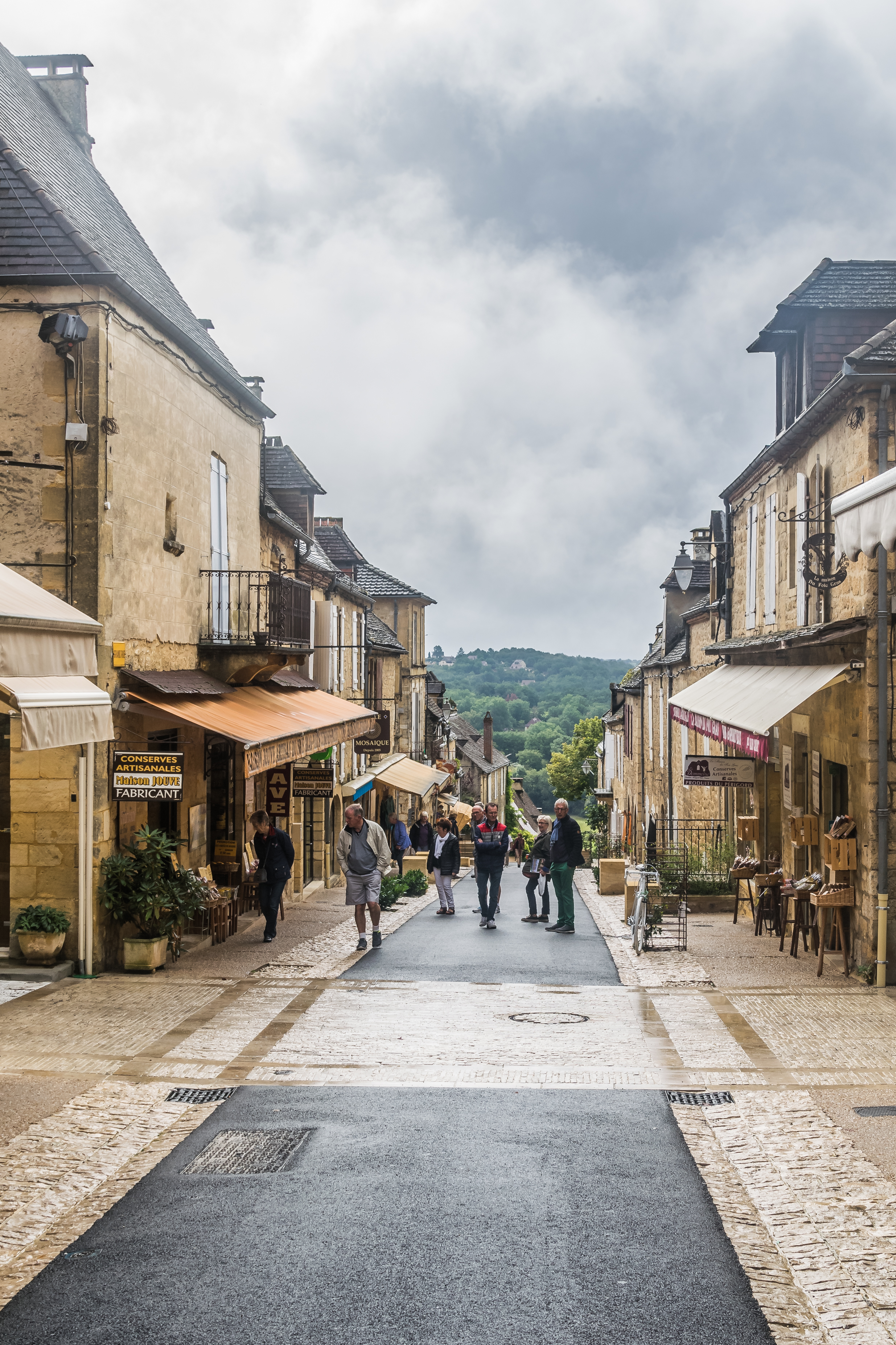
La Grand Rue.
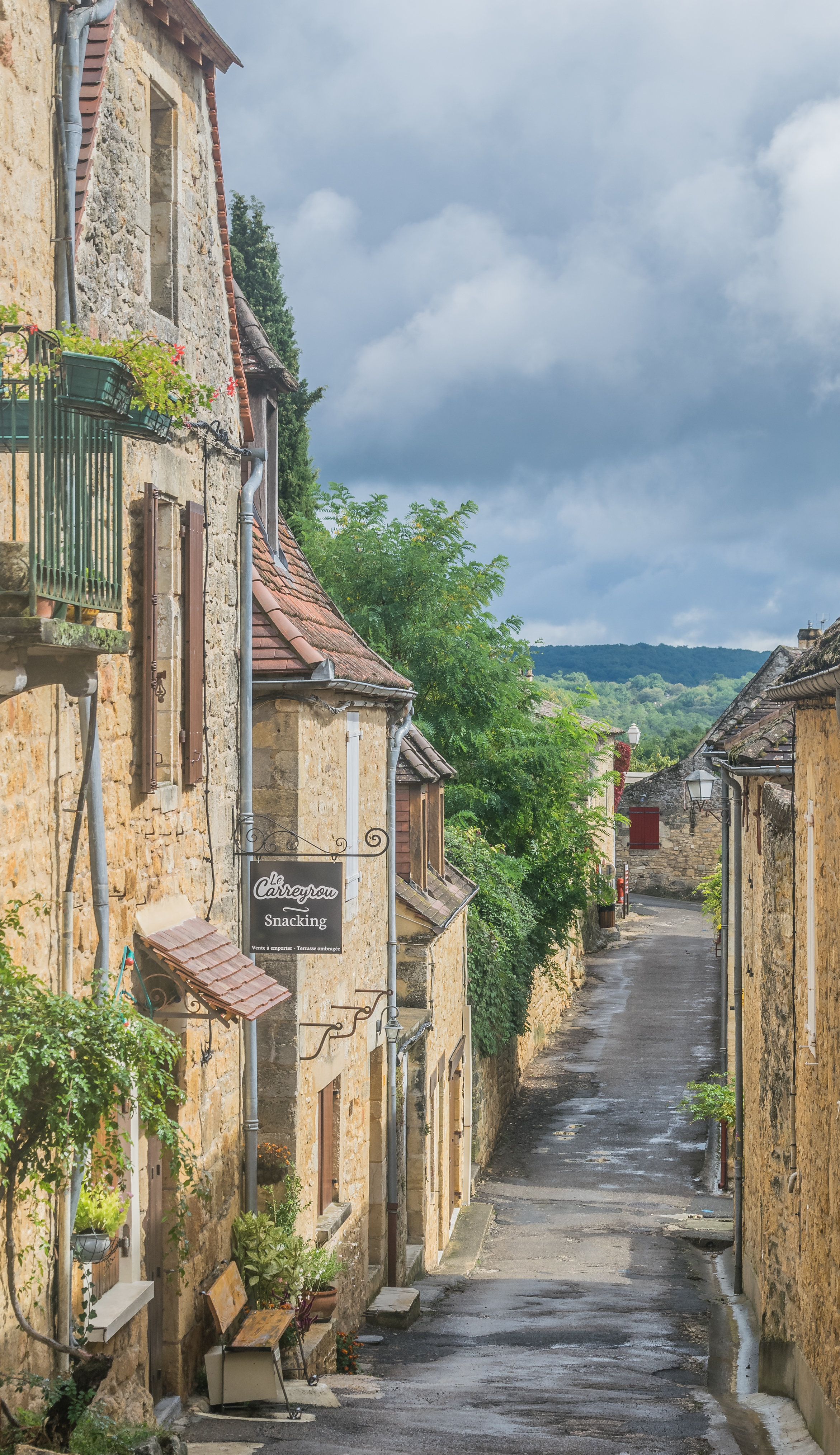
La rue Eugène-le-Roy.
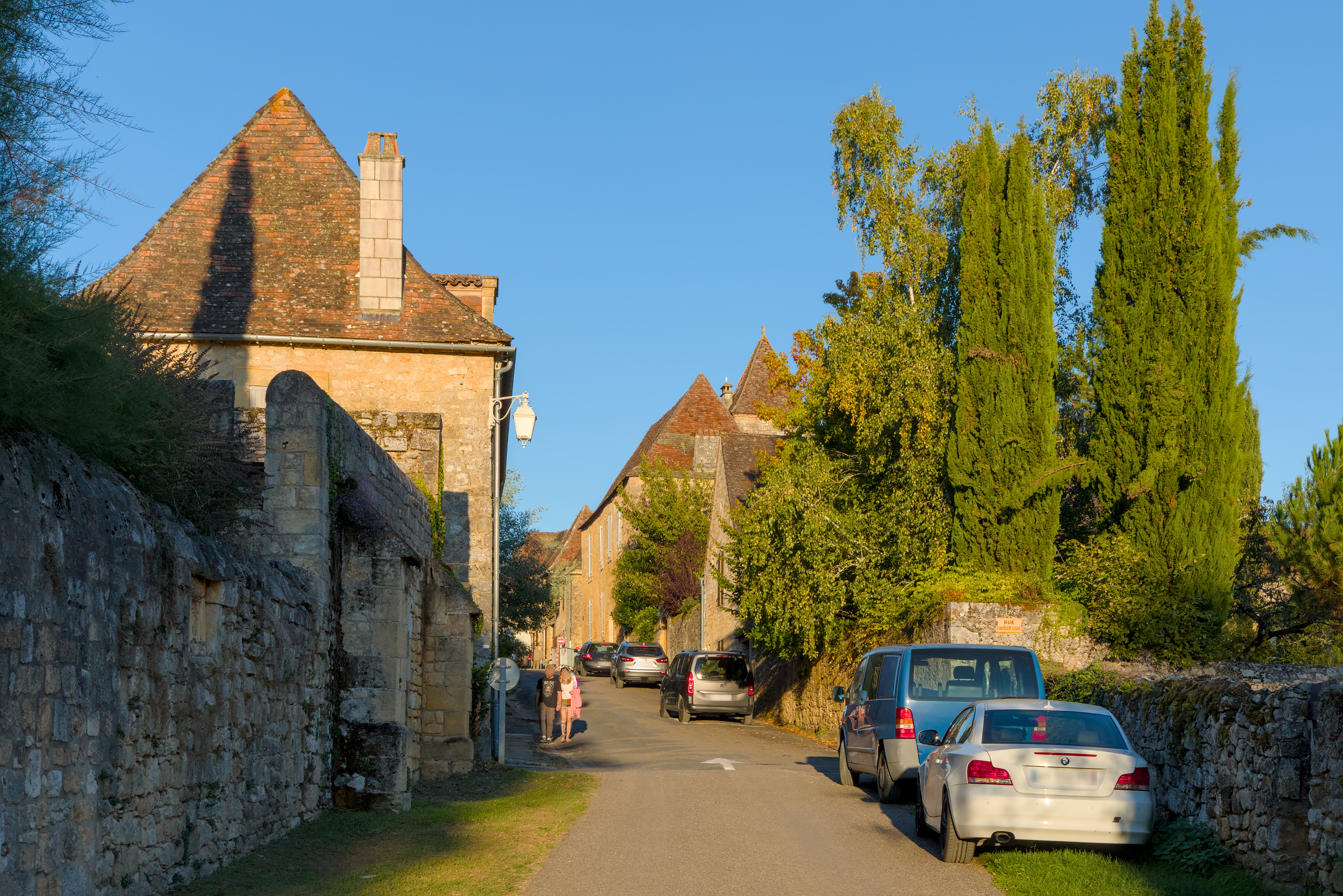
La rue Paul-Reclus.

### Personnalités liées à la commune
- Aymeric de Peyrac (vers 1340-1406), abbé de Moissac et chroniqueur, né à Domme ;

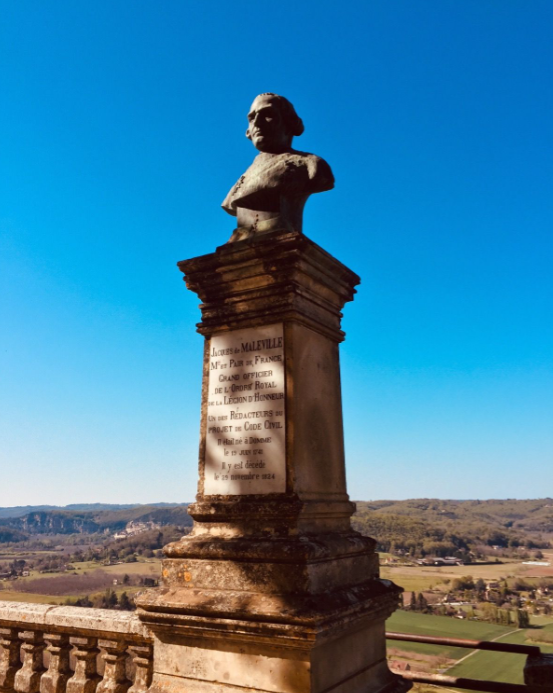
Buste de Jacques de Maleville à l'esplanade de Domme.

- Buste de Jacques de Maleville à l'esplanade de Domme.Jacques de Maleville (1741-1824), né et mort à Domme, jurisconsulte et homme politique ;
- Jean Guillaume Taillefer (1764-1835), homme politique, né et mort à Domme ;
- Pierre Manières (1770-1806), homme politique, est né à Domme ;
- Pierre-Joseph de Maleville (1778-1832), homme politique né à Domme, député de la Dordogne.
- Timoléon Taillefer (1802-1868) est un homme politique né à Domme ;
- Auguste Lepère (1849-1918), graveur, illustrateur et peintre, est mort à Domme ;
- Christiaan Cornelissen (1864-1942), journaliste, économiste, syndicaliste et anarchiste néerlandais, mort à Domme ;
- Jean Tilho (1875-1956), né à Domme, mort à Paris, inhumé à Marquay, général de brigade, membre de l'Académie des Sciences, géodésiste et naturaliste, responsable de la Mission Tilho (1906-1908) délimitant la frontière définitive Niger-Nigeria, le premier à établir une carte précise du lac Tchad et celle du Borkou-Ennedi-Tibesti[89] ;
- Lucien de Maleville (1881-1964), peintre impressionniste, inhumé à Domme ;
- Jean-Henri Durand (1900-1944), résistant français du réseau Alliance pendant la Seconde Guerre mondiale, né à Domme ;
- François Augiéras (1925-1971), homme de lettres français, décédé à Périgueux en 1971, est inhumé à Domme ;
- Philippe Petit (1954-), est un musicien-guitariste de jazz ayant habité à Domme dans son enfance[réf. nécessaire].
- Ronald Blaes (1954-), peintre et poète belge habitant Domme depuis plusieurs années[90].

### Héraldique

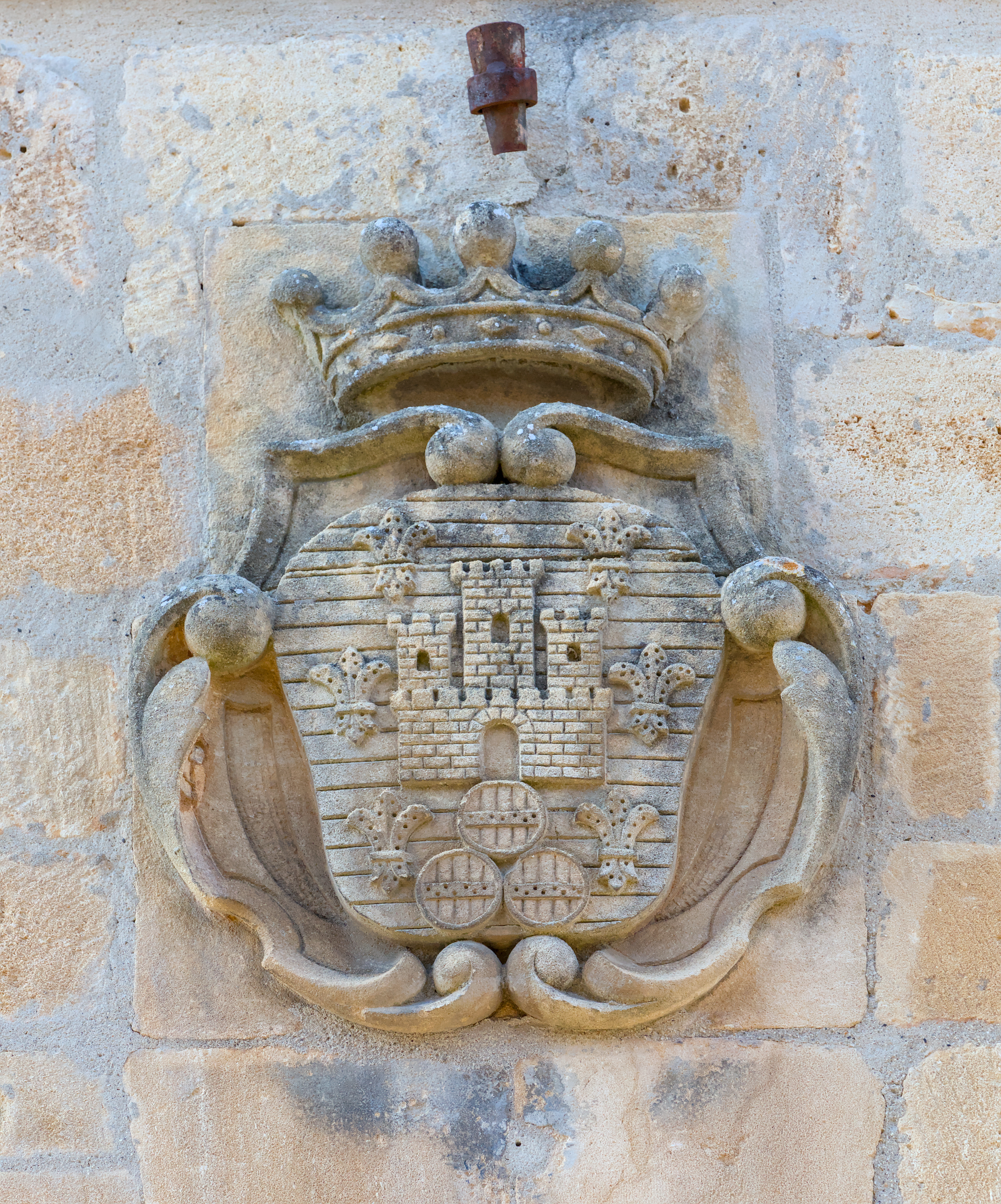
Blason sur la façade de l'ancien hôtel de ville de Domme.

Pour un article plus général, voir Armorial des communes de la Dordogne.
| Blason de Domme | Blason  | D'azur au château ouvert et ajouré du champ, donjonné de trois tours, la tour du milieu plus haute que les autres, le tout d'argent maçonné de sable, accosté de six fleurs de lys d'or mises en pal, soutenu par trois tonneaux de même posés de front et accolés 1 et 2. |
| Blason de Domme | Détails | Le statut officiel du blason reste à déterminer. |

### Médias

#### Cinéma
Domme a été le cadre de la plupart des scènes en extérieur du téléfilm Ange de feu réalisé par Philippe Setbon et diffusé la première fois en 2006.
Le village, notamment l'église et les remparts, a également servi de lieu de tournage pour Le Tatoué de Denys de La Patellière avec Jean Gabin et Louis de Funès en 1968.

#### Littérature
Paul Christopher, écrivain américain, fait voyager son héros Peter Holliday à Domme, au tome II "La Croix" de la tétralogie "Légende des Templiers".

## Galerie

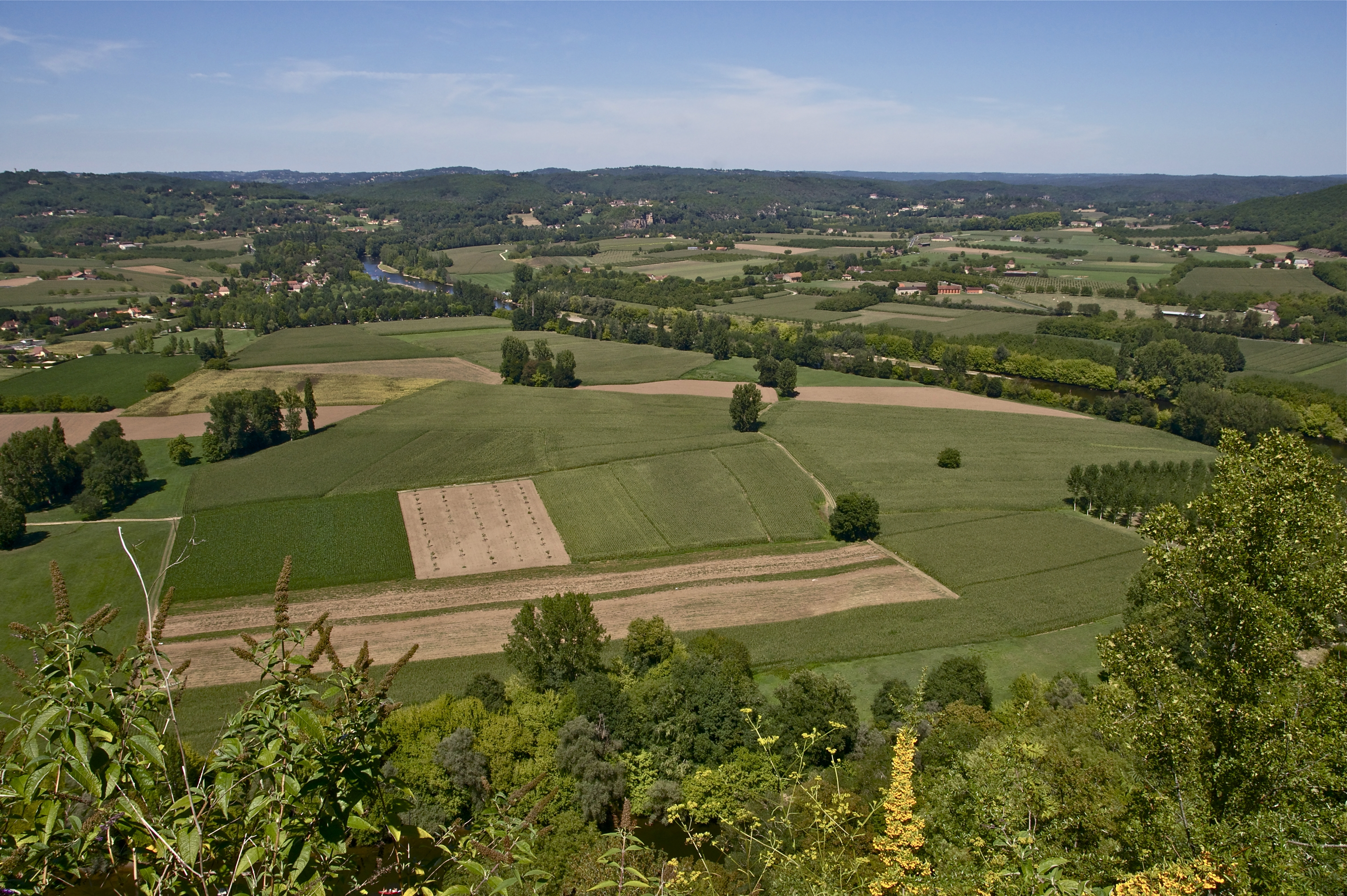
La Dordogne vue depuis Domme.
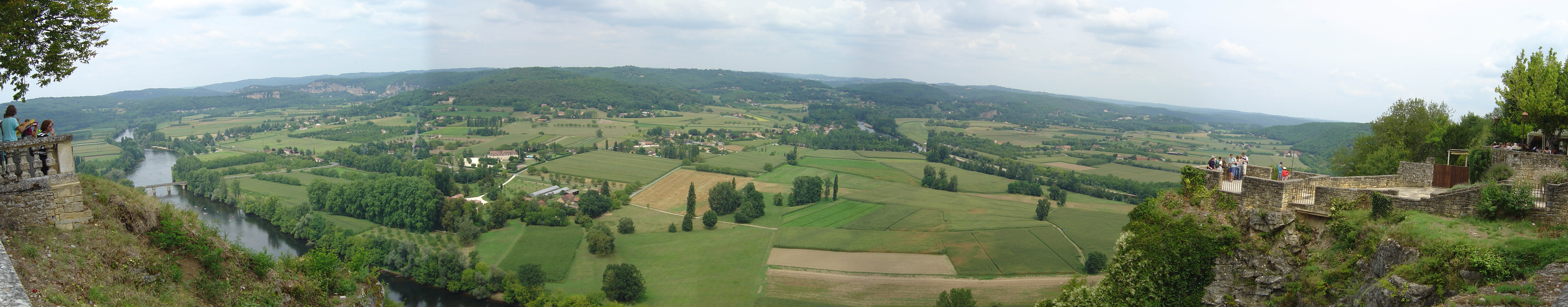
Vue panoramique depuis le belvédère de la Barre.
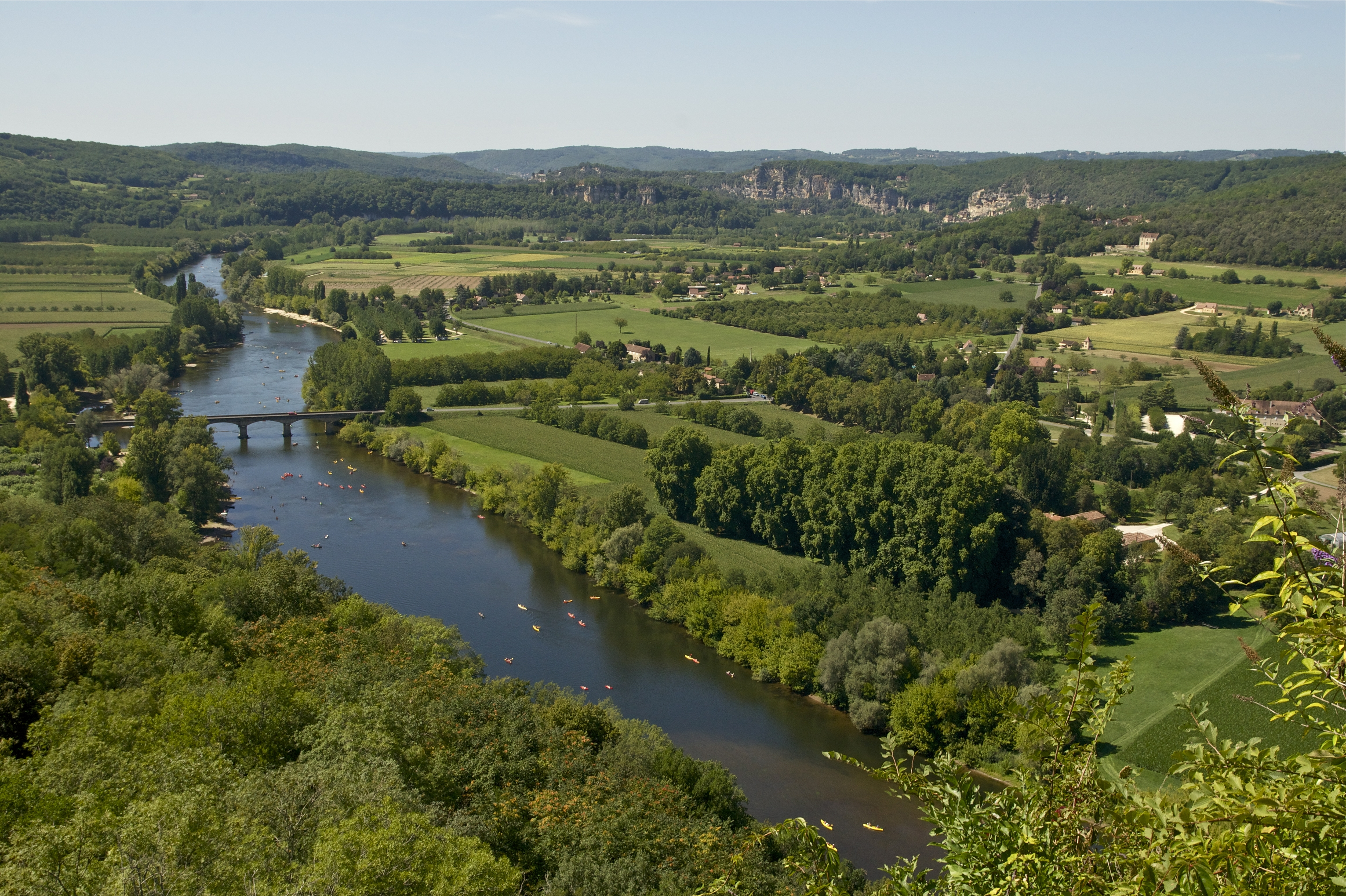
La Dordogne vue depuis Domme.

## Pour approfondir